# Tallink

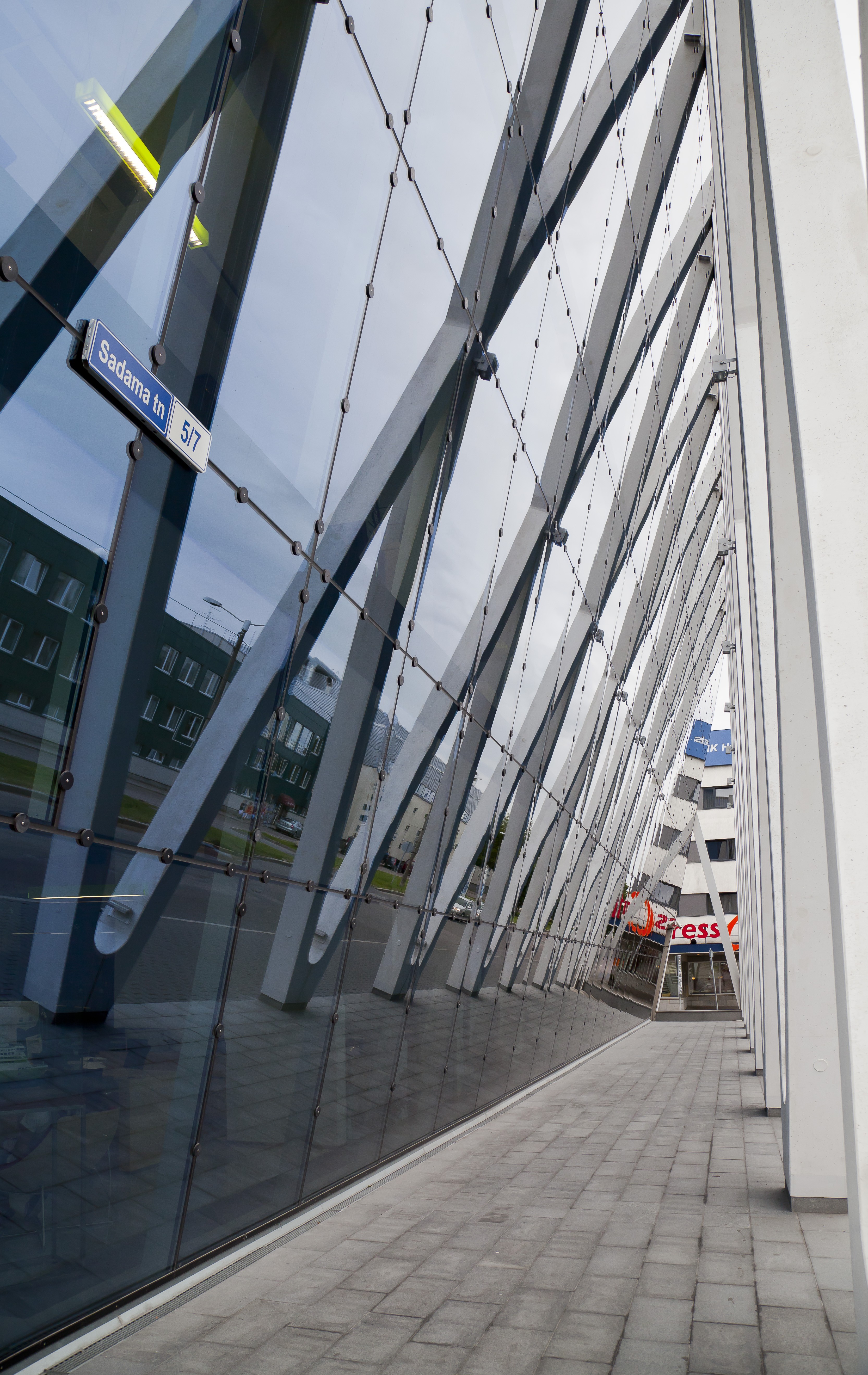
Tòa nhà Tallink ở Tallinn.

Tallink (phát âm tiếng Estonia: [ˈtɑlʲˑiŋk]) là một công ty vận chuyển tàu biển Estonia điều hành tàu du lịch Biển Baltic và ropax vận chuyển từ Estonia đến Phần Lan, Estonia đến Thụy Điển, Latvia đến Thụy Điển và Phần Lan đến Thụy Điển. Đây là công ty vận chuyển hành khách và hàng hóa lớn nhất ở khu vực Biển Baltic. Công ty này sở hữu Silja Line và một phần SeaRail. Tallink Hotels quản lý 4 khách sạn ở Tallinn và một khách sạn ở Riga. Công ty cũng đồng sở hữu một công ty taxi Tallink Takso.
Nó là một công ty niêm yết giao dịch công khai, được niêm yết tại Sở giao dịch chứng khoán Tallinn. Một cổ đông lớn là công ty đầu tư AS Infortar, cũng có quyền sở hữu trong một số công ty con của Tallink và một công ty khí đốt tự nhiên Eesti Gaas.